# Samuel Mendoza
Samuel Mendoza Villagrán.(Casablanca, V Región de Valparaíso, Chile, 6 de febrero de 1993) es un futbolista chileno. Juega de defensa y actualmente está sin club.

## Clubes
| Club               | País  | Año         |
| ------------------ | ----- | ----------- |
| Santiago Wanderers | Chile | 2012 - 2014 |
| Unión Casablanca   | Chile | 2015        |
| Deportes Limache   | Chile | 2016        |
| Unión La Calera    | Chile | 2016 - 2017 |
| Deportes Limache   | Chile | 2017 - 2018 |